# 豆田町

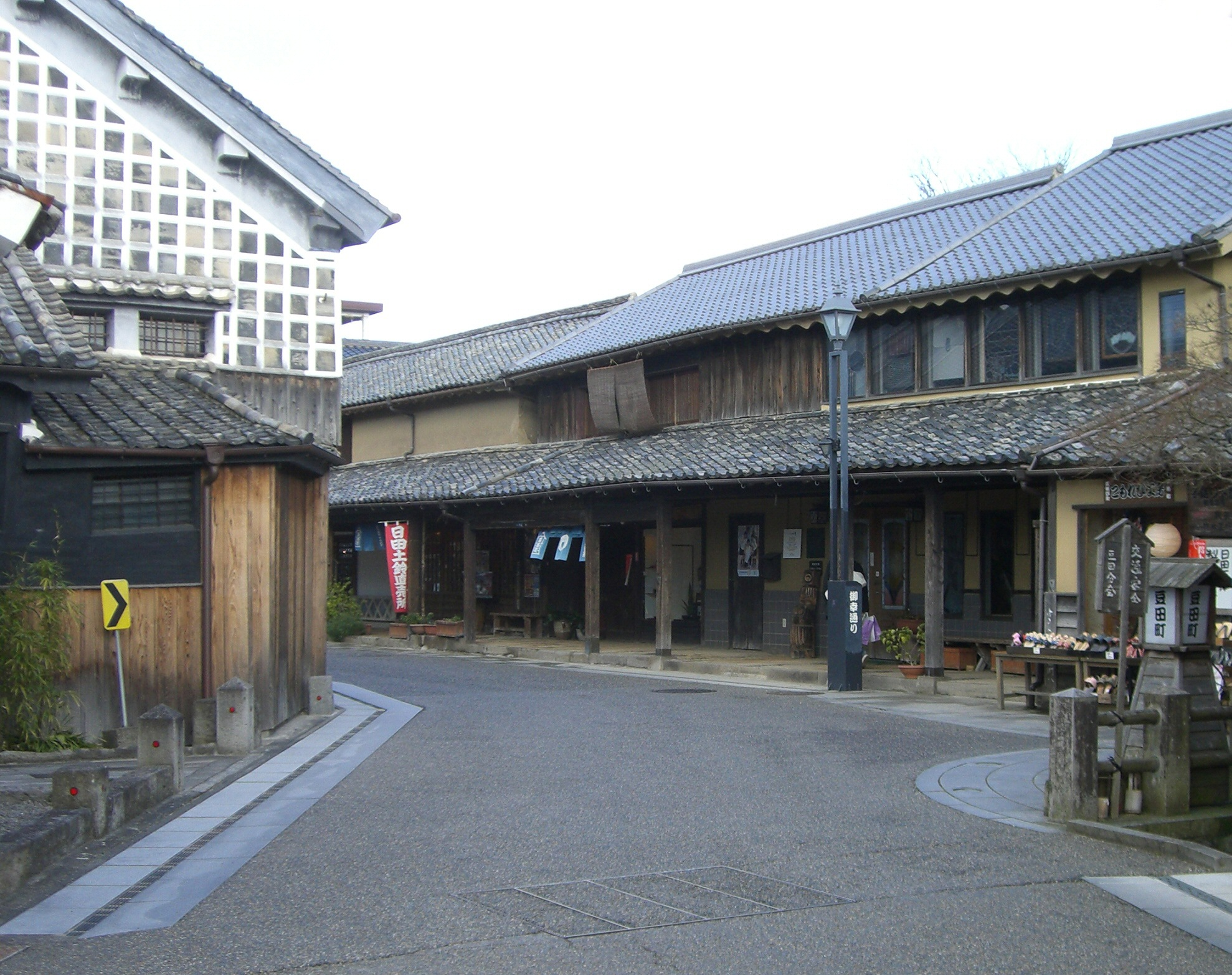
草野本家近辺（三丁目）の町並み。
下図のクランクカーブ(通称御幸ノ辻)の真ん中から撮影したもの。左の建物が草野本家。

豆田町（まめだまち）は、大分県日田市市街地北部の花月川沿いにある地区。江戸時代以降に建てられた建築群が現存し、国の重要伝統的建造物群保存地区（以下「重伝建地区」という）に、2015年4月24日には、「近世日本の教育遺産群－学ぶ心・礼節の本源－」の構成文化財として日本遺産に認定されている。本項ではかつて同地域に所在した同名の自治体についても述べる。

## 概要
江戸時代の初頭に開かれた、御幸通り、上町通りの南北2筋の通り、東西5筋の通りで構成されている城下町または陣屋町である。筑後川水運の便もあり、市街南部の隈町とともに九州における商業、金融の一中心地として栄えた。江戸時代の商家や土蔵が多く残り、古い町並みが保存されている。
御幸通りでは、電柱を撤去し地下に埋める工事を行い、より伝統的町並みを再現している。それにより、国土交通省より2001年度（平成13年度）の美しいまちなみ大賞を受賞。2004年（平成16年）には重伝建地区に選定され町並み保存が行われている。
右上写真に見られるようなクランク状の道路は、旧城下町によく見られる枡形と呼ばれる造りで、わざと見通しを悪くして侵入者（敵）を待ち伏せするためとも、距離感を狂わせるためともいわれている。

## 歴史
1601年（慶長6年）、小川光氏が花月川の北岸（現在の丸山町）にある丸山（月隈山）に丸山城を築いた際、城の周囲を武家地、城の東に十二町村（じゅうにちょうむら）より商家を移し南北二筋の通りを開いて「丸山町」と称した。石川忠総が入封した1616年（元和2年）以降、城を「永山城」と改名し、城下町を花月川の南岸に移して豆田町とした。
1639年（寛永16年）には、一部を除く日田郡は幕府直轄地となり、旧永山城の城域に日田役所（日田陣屋、代官所）が置かれた。1767年（明和4年）には代官より格上の西国筋郡代が置かれ、江戸幕府の西国統治の拠点として重きをなした。
現在の町割りは、1724年（享保9年）以降に西国郡代増田道脩により改修されたものである。1772年（安永元年）、1887年（明治20年）の豆田大火で多数の商家を焼失するものの復興する。
1916年（大正5年）、私鉄筑後軌道本線の終点、豆田駅（日田豆田）が開業。1929年（昭和4年）に筑後軌道全線が廃止されるまで交通機関における日田の玄関口の一つとなっていた。豆田駅跡は現在の草野本家裏付近にあたり、2011年（平成23年）の発掘調査では、駅跡地の一部にあたるナガタ電気工事店の敷地内から転車台が出土した。
1983年（昭和58年）には、豆田地区町並み保存推進協議会を設立し、町並み保存運動が行なわれる。

### 行政区域
- 1889年（明治22年）4月1日 - 町村制の施行により豆田町、北豆田村、南豆田村が合併して日田郡豆田町が発足。
- 1901年（明治34年）9月7日 - 隈町と合併して日田町が発足。
- 1940年（昭和15年）12月11日 - 日田町が三芳村、光岡村、高瀬村、朝日村、三花村、西有田村と合併して日田市が発足。

## 町並み保存事業
保存団体
豆田町伝建保存会
発足
2004年（平成16年）6月13日
前身団体
豆田地区町並み保存推進協議会
拠点・事務局
大分県日田市豆田町9−15
活動概要
1983年（昭和58年）に発足した豆田地区町並み保存推進協議会によって、建築物件調査が1983年と1984年（昭和59年）に行なわれた。
重伝建地区選定に向けての活動は2002年（平成14年）より行なわれ、2004年（平成16年）12月官報にて兵庫県篠山市の篠山地区と同時に重伝建地区選定が告示された。
2004年に発足した豆田町伝建保存会によって行なわれた建物の保存修理事業は、2005年（平成17年）から2009年（平成21年）までの間に26件である。

### 重要伝統的建造物群保存地区選定
選定名称
日田市豆田町
種別
商家町
保存物件の成立時期
江戸前期から昭和初期
選定年月日
2004年（平成16年）12月10日
所在地
大分県日田市豆田町、中城町の一部
面積
10.7ヘクタール
選定基準
伝統的建造物群及び地割がよく旧態を保持しているもの
地区内所在の文化財
 ; 指定国重要文化財
- 草野家住宅（主屋、座敷蔵、隠宅蔵、北蔵）
- 長福寺（本堂）

 ; 登録有形文化財
- 岩尾家住宅（土蔵、離れ、主屋）

## 町割り
以下の図は1864年（元治元年）に作成された広瀬家所蔵の豆田町絵図を基にしたもの。上部を北とする。
現在の町割りと若干の違いがあり、また寸法などは必ずしも正確なものではない。
```
　　　　　　　　　　　　　　　　　
永山城
・日田陣屋方面
```

```
 　　　　　　　　　　　　　　　　　丸山町
　　━━━━━━┓　　┏━━━━━━━━━━━━━━━┓　　┏━━━━━━━━
　　　　　　　　┃　殿┃　　　　　　花月川　　　　　　┃　大┃
　　　　　　　　┃　橋┃　　　　　　　　　　　　　　　┃　橋┃
　　━━━━━━┛　　┣━━━━━━━━━━━━━━━┫　　┣━━━━━━━━
　　　　　　　　　　　┃　　　　　　　　　　　　　　　┃　　┃
　　八坂神社　　　　　┗━━━━━━━━━━━━━━━┛　　┗━━━━━━━━
 　  　　　　　　　　 　　　　　　　川端町　　　　　　　　　　　　　　城内町
　　━━━━━━┓　　┏━━━━━━━━━━━━━━━┓　　┏━━━━━━━━
　　　　　　　　┃　　┃　　　　　　　　     
薫長酒造
┃　　┃
　　　　　　　　┃　壹┃　　　　　　　　　　　　　　　┃　宝┃
　　　　　　　　┃　丁┃　　　　　　　　　　　　　　　┃　　┃
　　　　　　　　┃　目┃　　　　　　　　　　　　　　　┃　町┃
　　　　　　　　┃　　┃　　　　　　　　　　　　　　　┃　　┃
　　　　　　　　┃　　┃　　　　　　　　　　　　　　　┃　　┃
　　━━━━━━┛　　┗━━━━━━━━━━━━━━━┛　　┗━━━━━━━━
　大超寺道　　　　　　　　　　　　　風呂屋丁

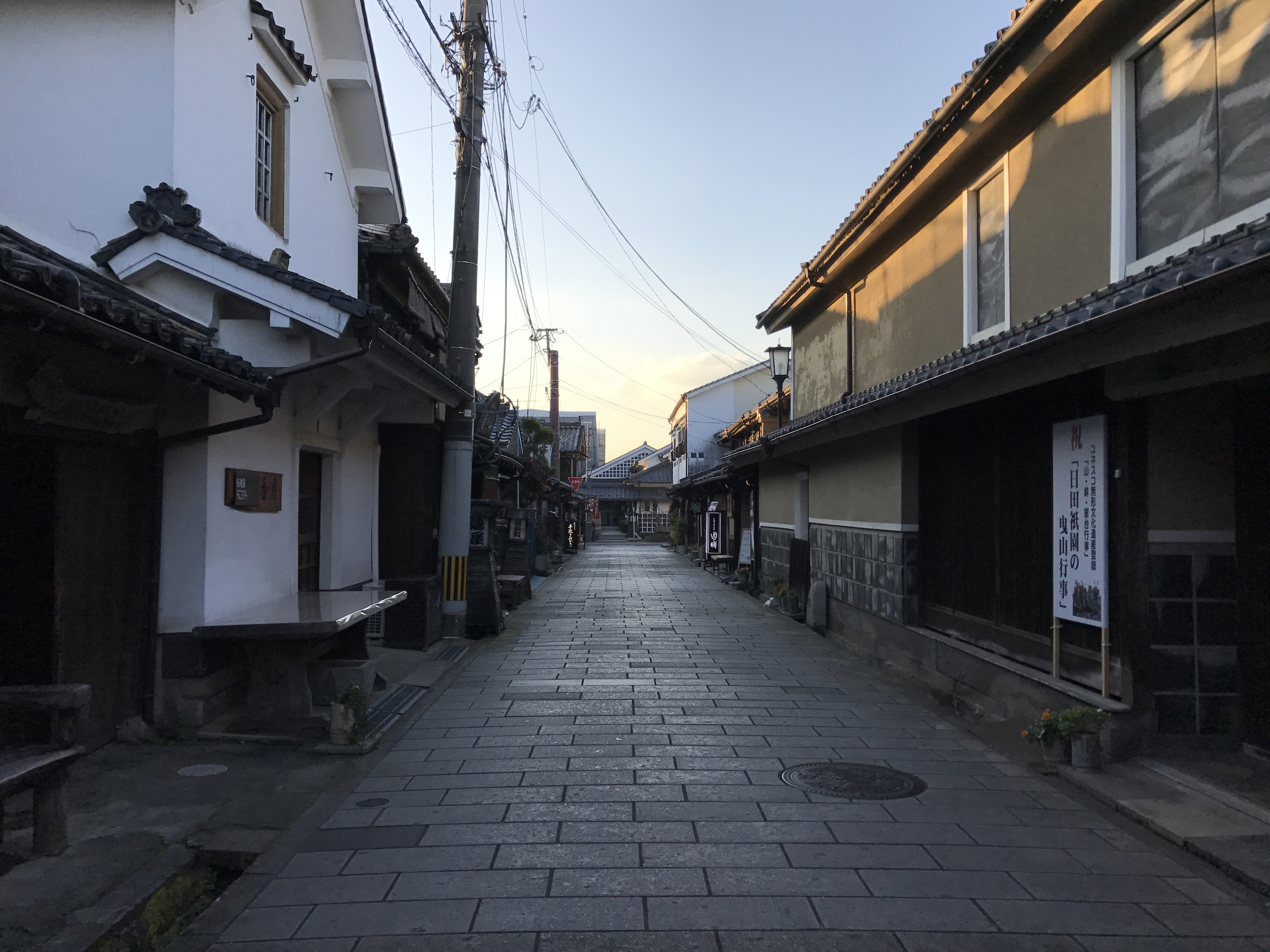
廣瀬資料館付近（魚町）

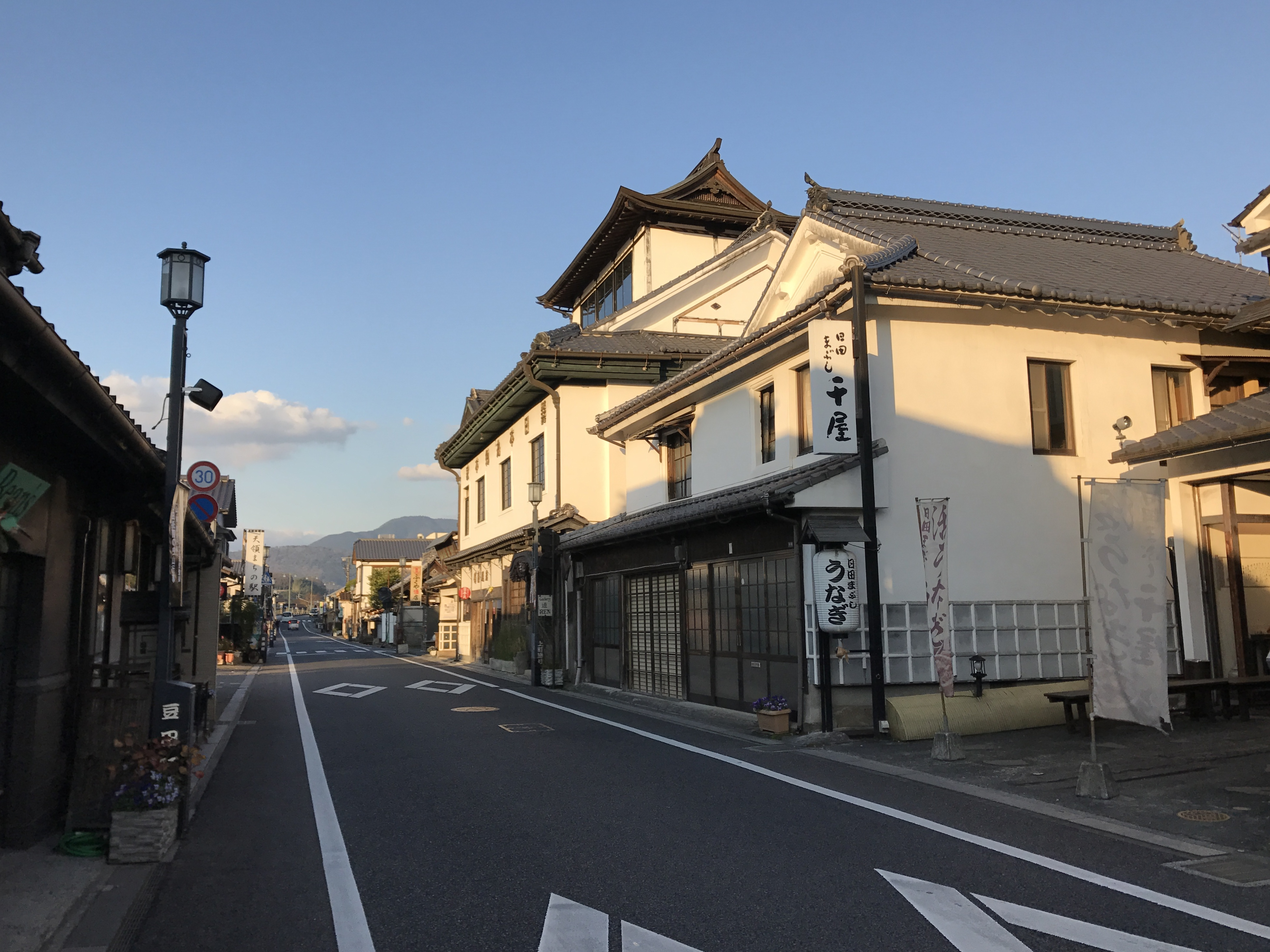
日本丸館付近（平野町）

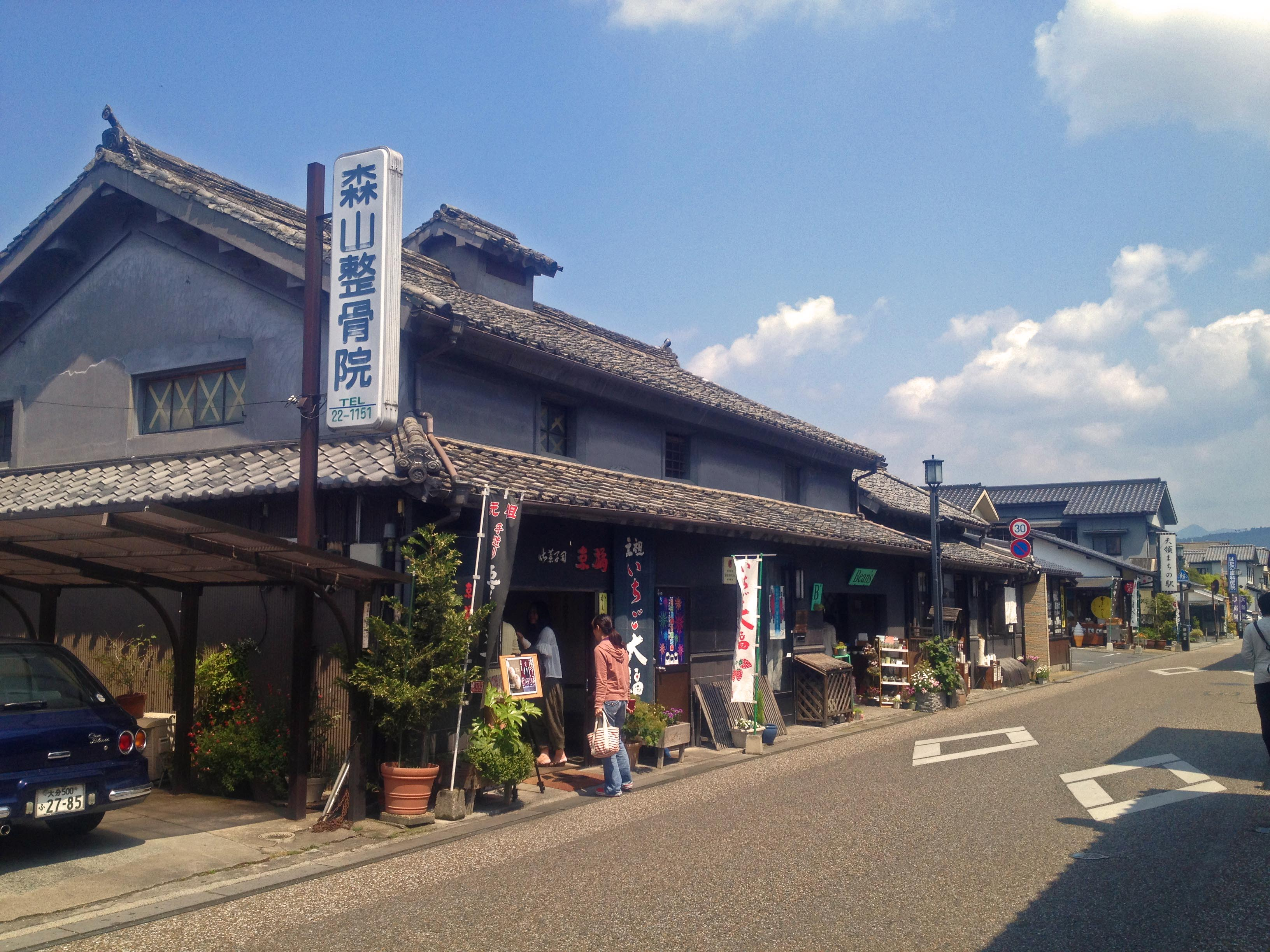
上町（平野町）
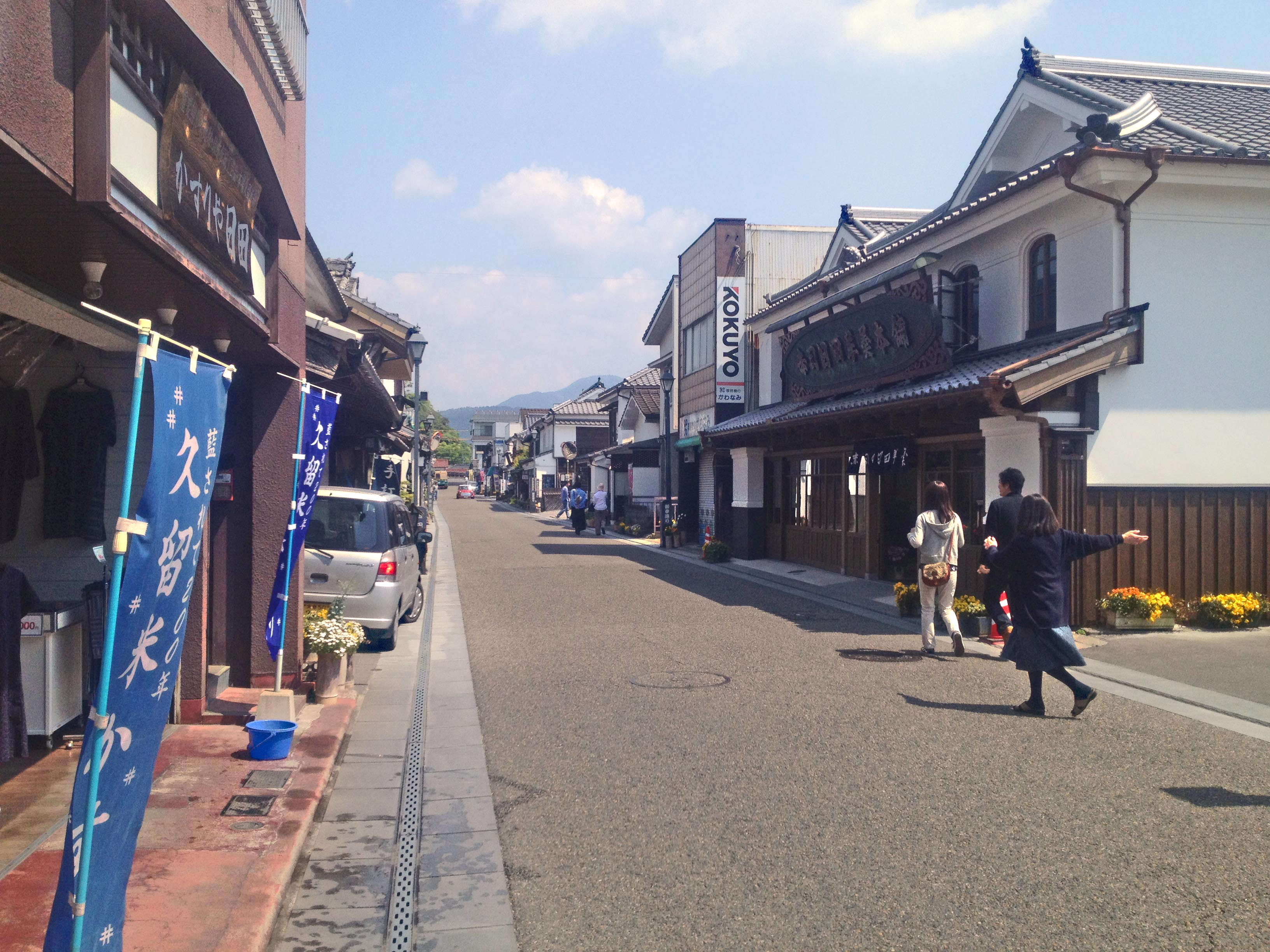
御幸通り（二丁目）
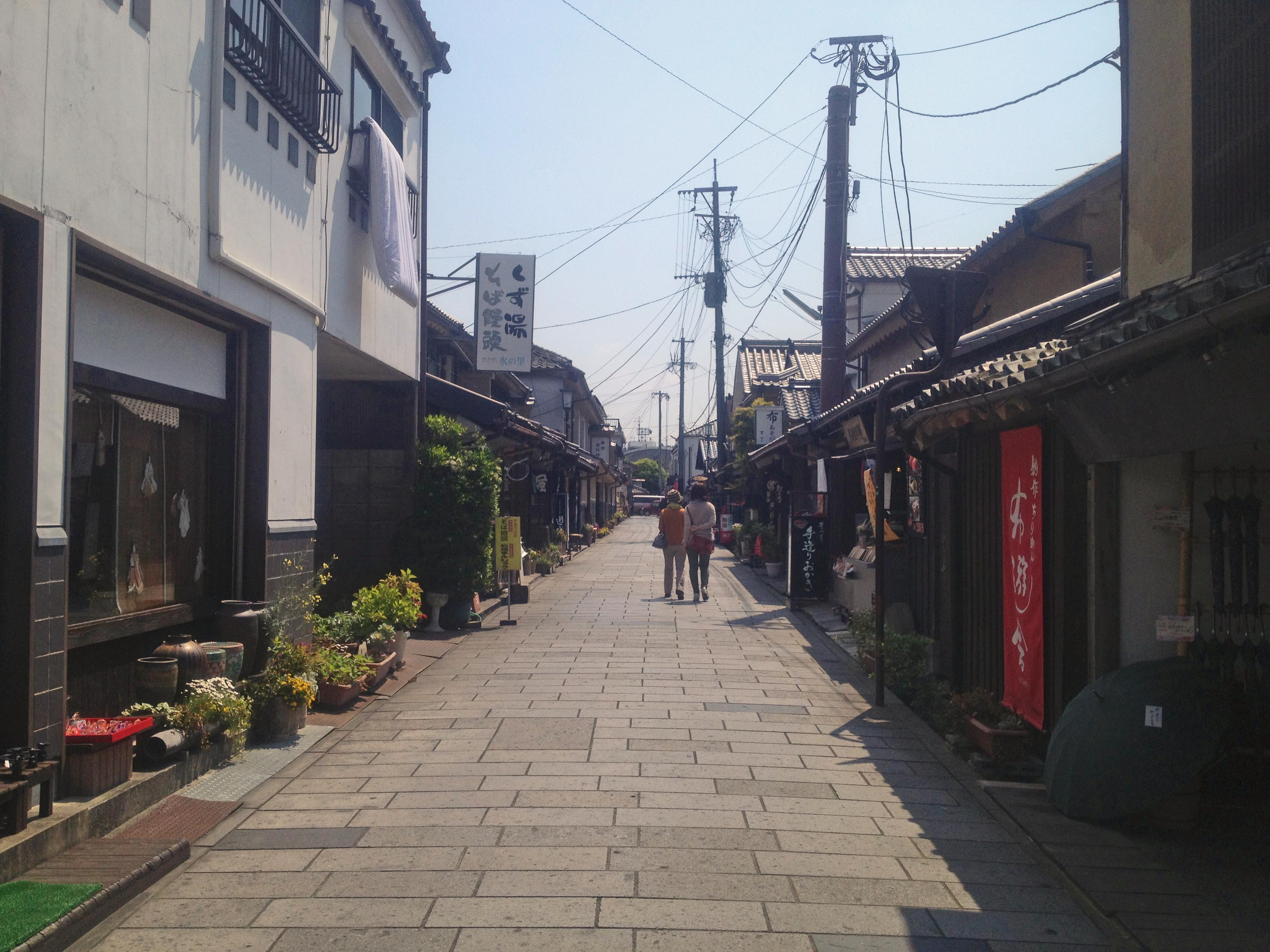
魚町
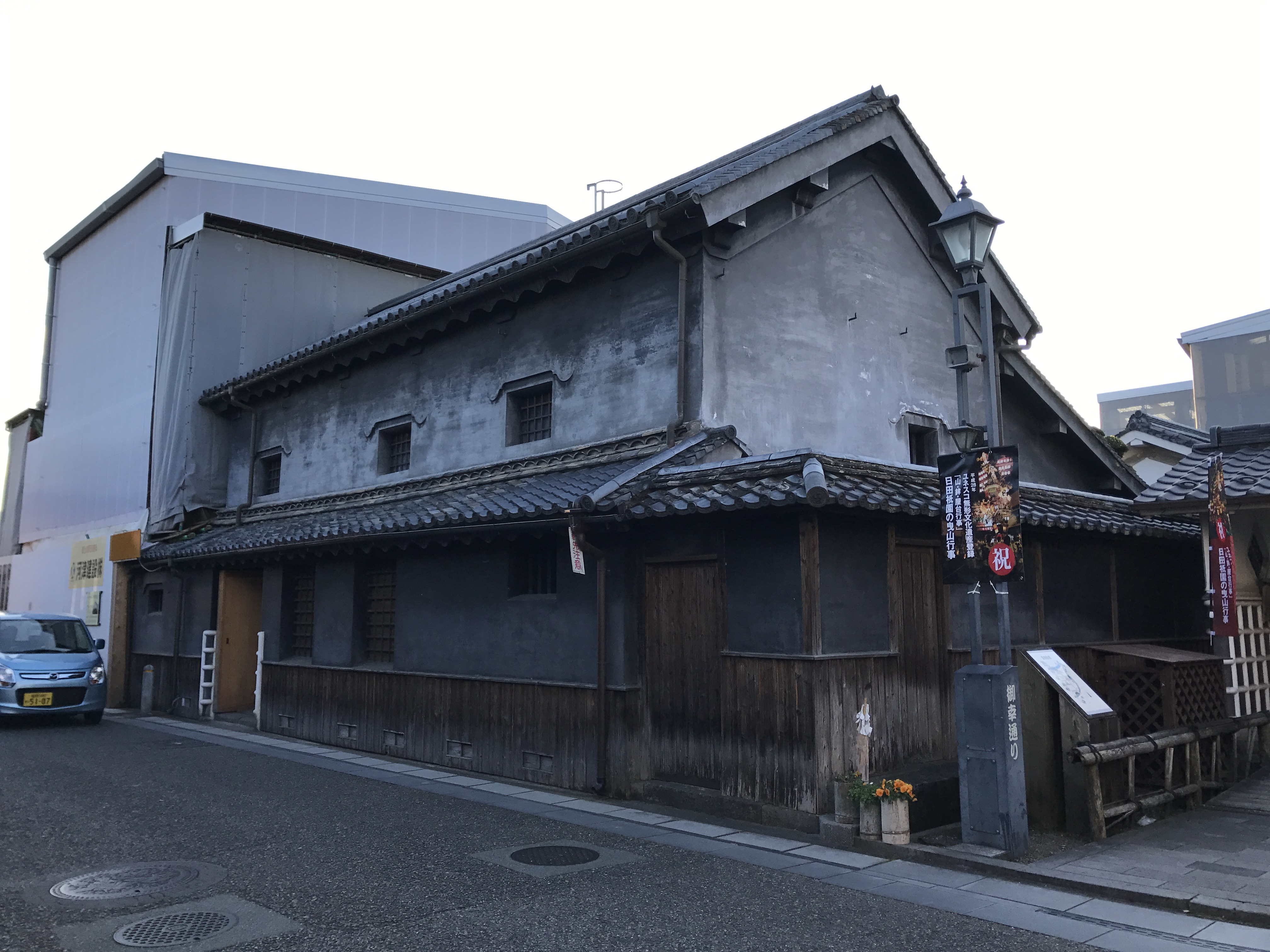
草野本家
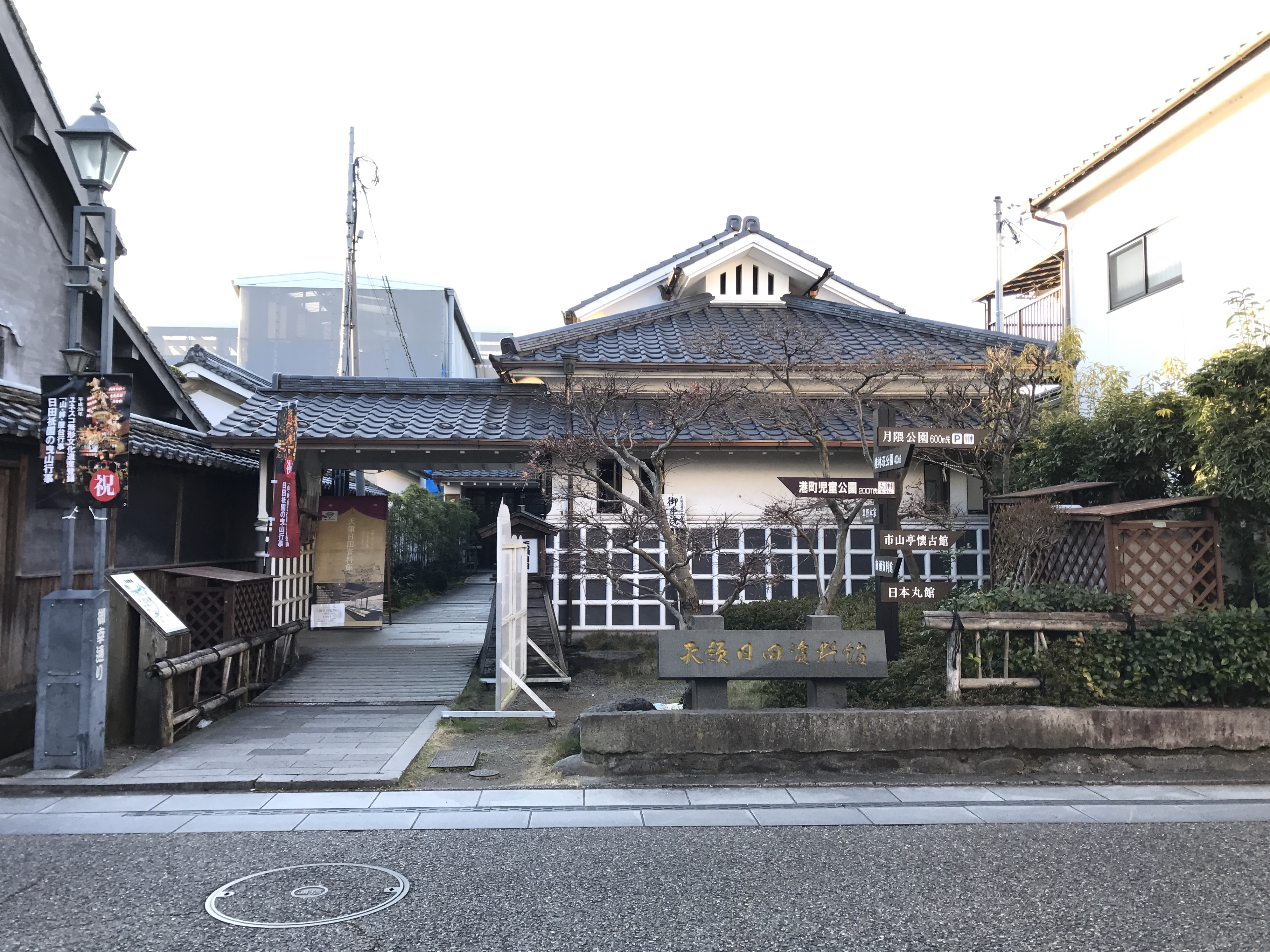
天領日田資料館
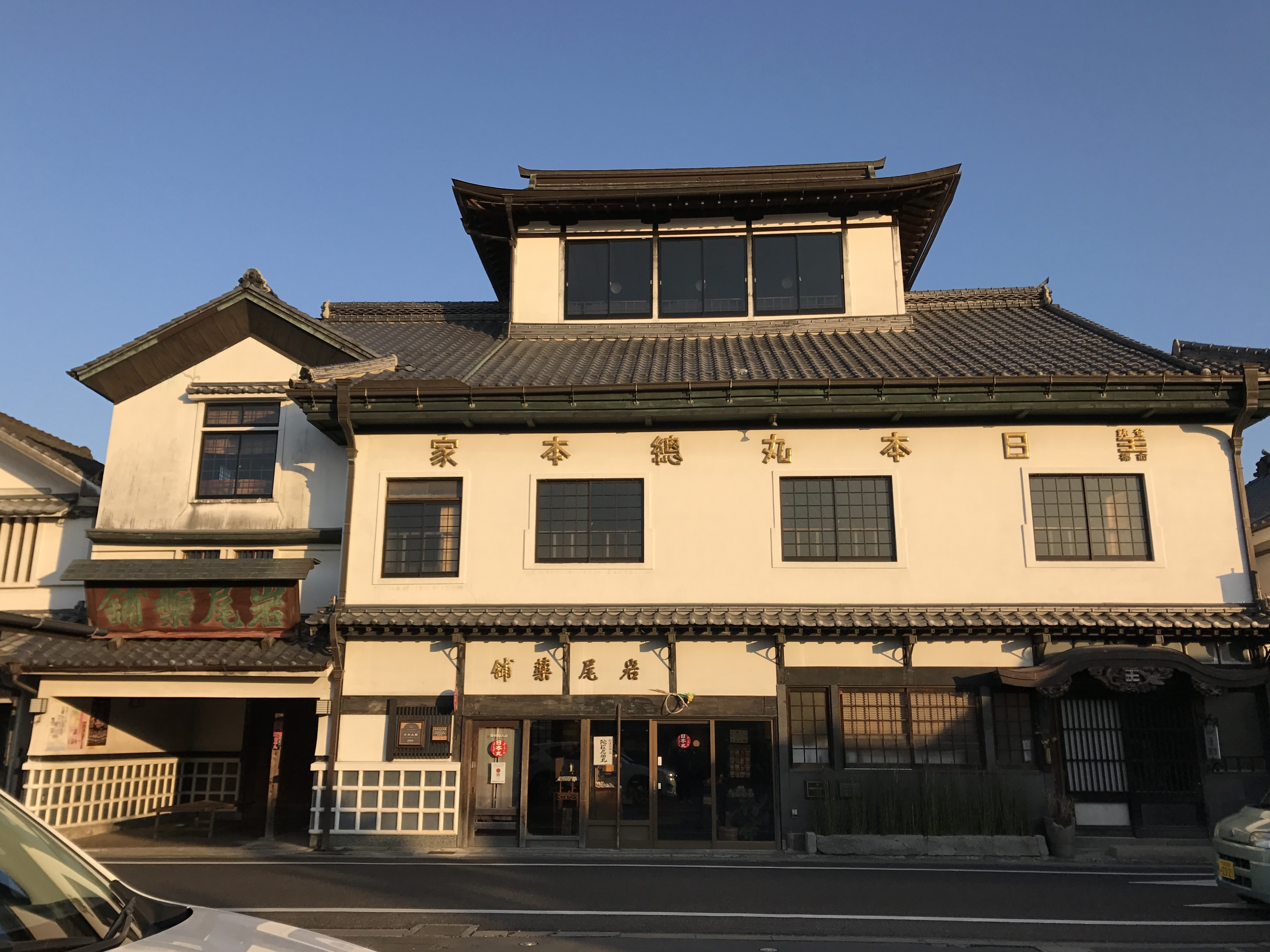
日本丸館
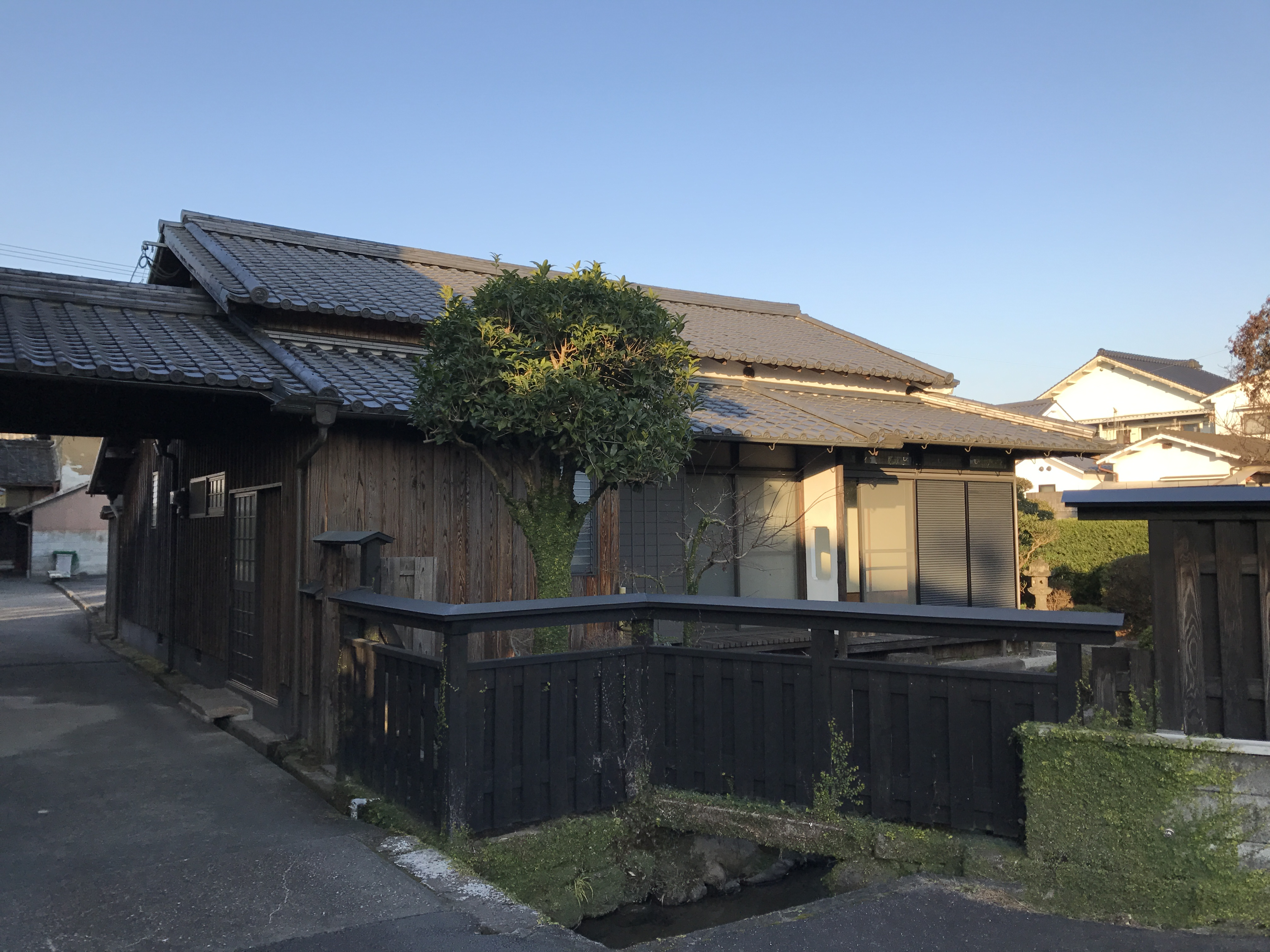
廣瀬淡窓旧宅（南家）
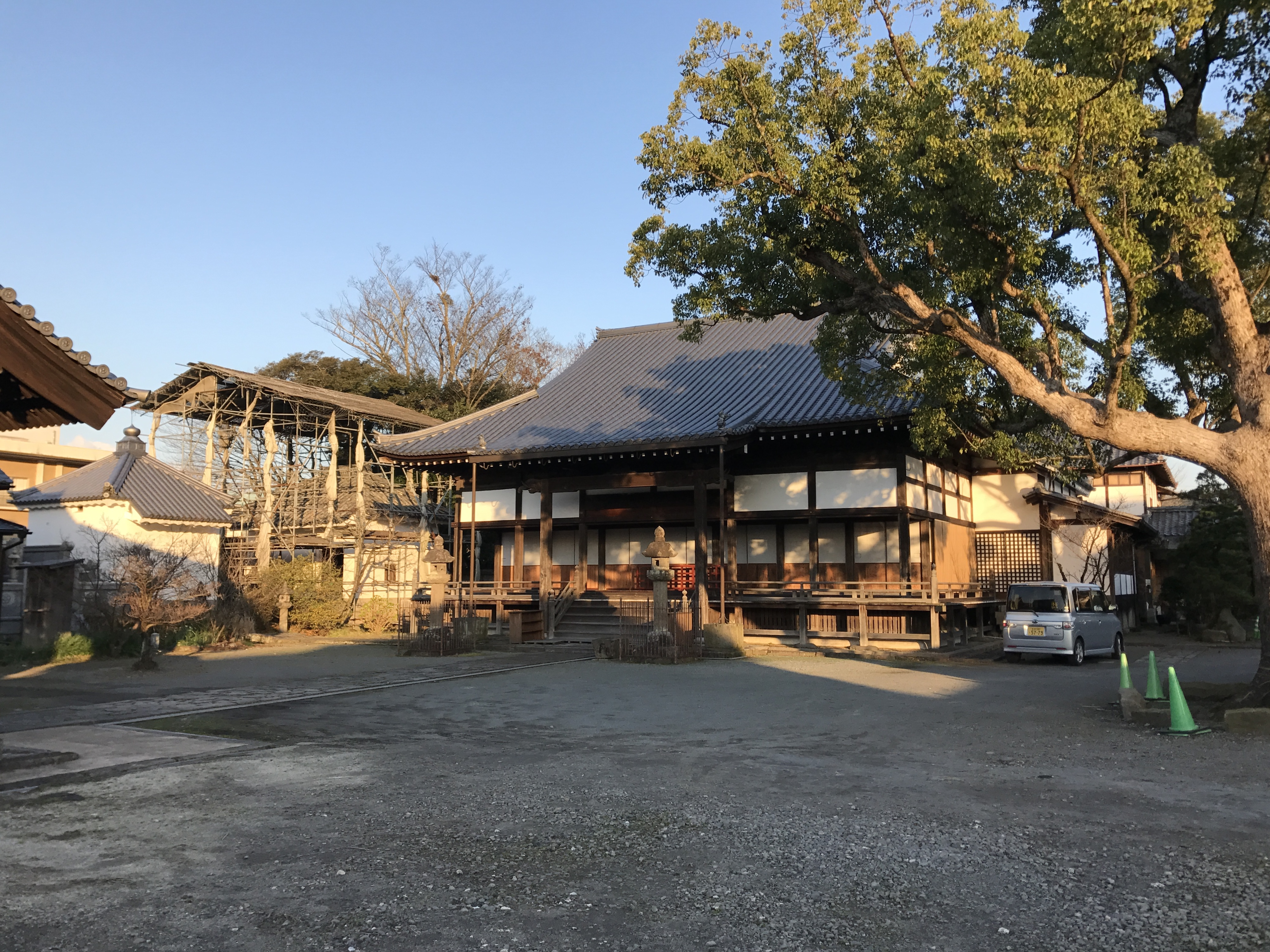
長福寺
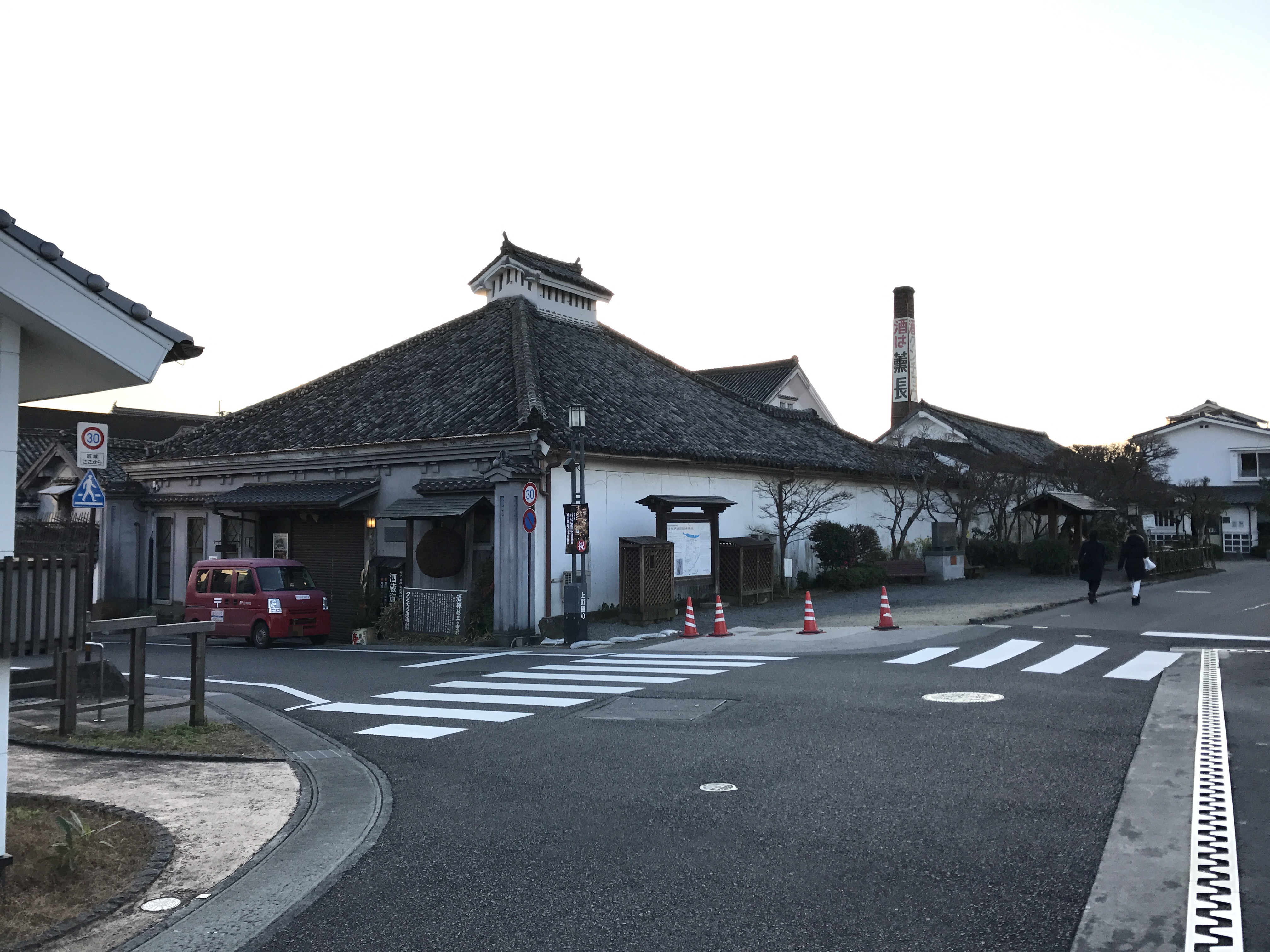
薫長酒蔵
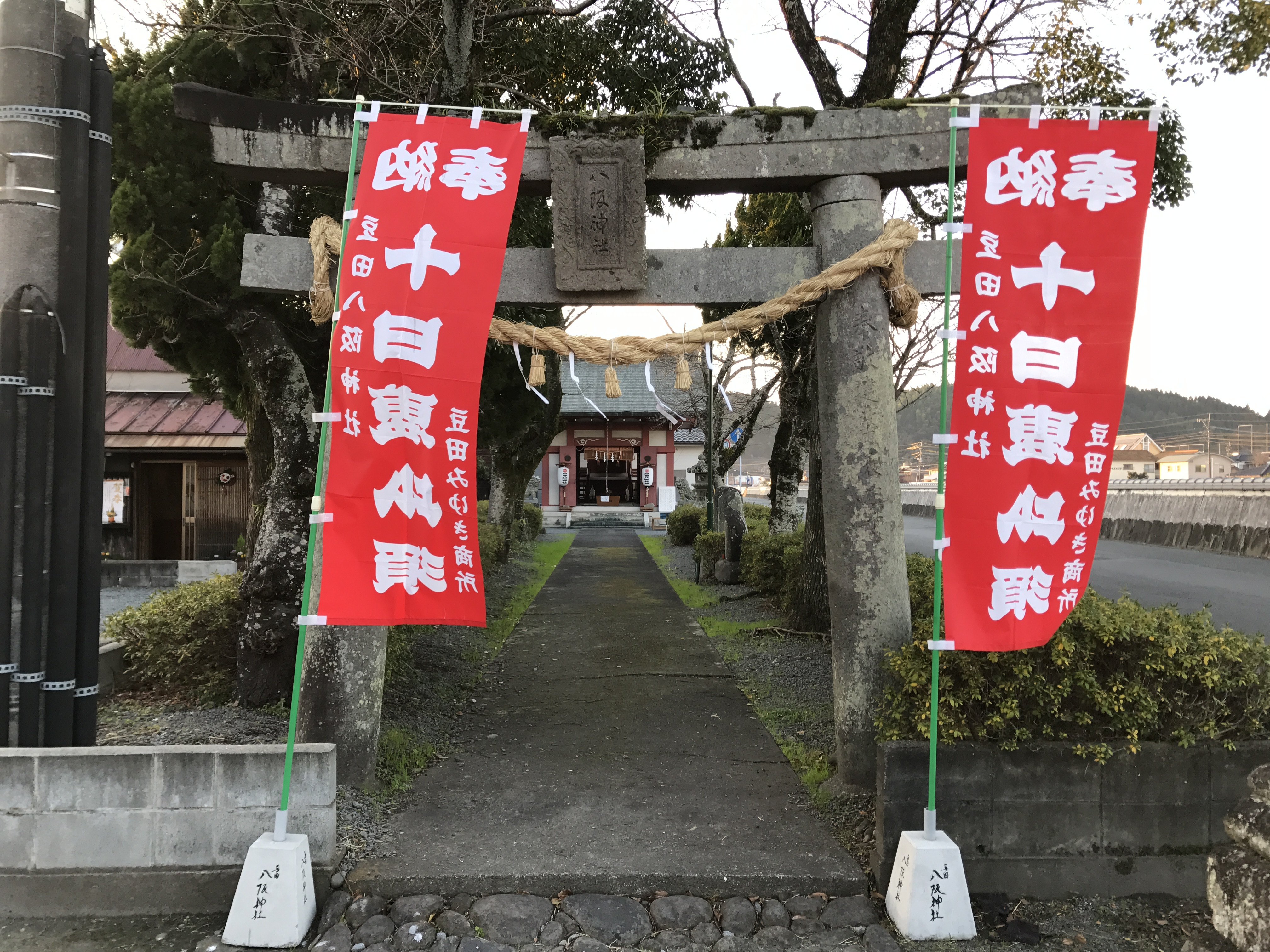
八坂神社

　　━━━━━━┓　　┏━━━━━━━━━━━━━━━┓　　┏━━━━━━━━
　　　　　　　　┃　　┃　　　　　　　　　　　　　　　┃　　┃
　　　　　　　　┃　　┃　　　　　　　　　　　　　　　┃　　┃
　━━━━━━━┫　　┣━━━━━━━━━━━━━━━┫　　┣━━━━━━━━水
　┓┏━━━━━┫　　┣━━━━━━━━━━━━━━━┫　　┣━━━━━━━━　路
　┃┃　　　　　┃　　┃　　　　　　　　　　　　　　　┃　　┃
　┃┃　　　　　┃　　┃　　　　　　　　　　　　　　　┃　　┃長福寺
　┗┗━━━━━┛　貳┗━━━━━━━━━━━━━━━┛　平┗━━━━━━━━
　　牢屋道　　　　　丁　　　　　　　油屋町　　　　　　　　野
　┏┏━━━━━┓　目┏━━━━━━━━━━━━━━━┓　町┏━━━━━━━━
　┃┃　　　　　┃　　┃　　　　　　　　　　　　　　　┃　　┃
　┃┃　　　　　┃　　┃　　　　　　　　　　　　　　　┃　　┃
　┃┃　　　　　┃　　┃　　　　　　　　　　　　　　　┃　　┃
岩尾薬舗

　┃┃　　　　　┃　　┃　　　　　　　　　　　　　　　┃　　┃
　┃┃　　　　　┃　　┃　　　　　　　　　　　　　　　┃　　┃
　┃┃　　　　　┃　　┃　　　　　　　　　　　　　　　┃　　┃
　┃┃　　　　　┃　　┃　　　　　　　　　　　　　　　┃　　┃
　┗┗━━━━━┛　　┗━━━━━━━━━━━━━━━┛　　┗━━━━━━━━
　　　若宮丁　　　　　　　　　　　　住吉町
　┏━━━━━━┓　　┏━━━━━━━━━━━━━━━┓　　┏━━━━━━━━水
　┃┏━━━━━┫　　┣━━━━━━━━━━━━━━━┫　　┣━━━━━━━━　路
　┃┃　　　　　┃　　┃　　　　　　　　　　　　　　　┃　　┃
　┃┃　　　　　┃　　┃　　　　　　　　　　　　　　　┃　　┃
　┃┃　　　　　┃　　┃　　　　　　　　　　　　　　　┃　　┃
　┃┃　　　　　┃　　┃　　　　　　　
広瀬家
　合原家　┃　　┃
　┃┃　　　　　┃　　┃　　　　　　　博多屋　　袋屋　┃　　┃
　┛┃　　　　　┃　三┗━━━━━━━━━━━━━━━┛　八┃
　━┛　　　　　┃　丁　　　　　　　魚　町　　　　　　　　幡┃
　　　　　　　　┃　目┏━━━━━━━━━━━━━━━┓　町┃
　　　　　　　　┃　　┃　　　　　　　　　　　　　　　┃　　┃俵屋
　　　　
草野本家
┃　　┃　　　　　　　　　　　　　　　┃　　┃
　　　　　　　　┃　　┃　　　　　　　　　　　　　　　┃　　┃
　　　　　┏━━┛　　┃　　　　　　　　　　　　　　　┃　　┃
　　　　　┃　　　　　┃　　　　　　　　　　　　　　　┃　　┃
　　━━━┫　至┏━━┗━━━━━━━━━━━━━━━┫　至┣━━━━━━━━　水
　　━━━┫咸隈┣━━━━━━━━━━━━━━━━━━┫　大┣━━━━━━━━　　路
　　　　　　宜　　　　　　　　　　　　　　　　　　　　　　原
　　　　　　園町　　　　　　　　　　　　　　　　　　　　　参
　　　　　　　　　　　　　　　　　　　　　　　　　　　　　道
```

- 上町（平野町）
- 御幸通り（二丁目）
- 魚町
- 草野本家
- 天領日田資料館
- 日本丸館
- 廣瀬淡窓旧宅（南家）
- 長福寺
- 薫長酒蔵
- 八坂神社